# Rancho Nuevo de San Andrés
Rancho Nuevo de San Andrés är en ort i Mexiko.   Den ligger i kommunen Valle de Santiago och delstaten Guanajuato, i den centrala delen av landet, 250 km väster om huvudstaden Mexico City. Rancho Nuevo de San Andrés ligger 1 776 meter över havet och antalet invånare är 872.
Terrängen runt Rancho Nuevo de San Andrés är kuperad åt sydost, men åt nordväst är den platt. Runt Rancho Nuevo de San Andrés är det ganska tätbefolkat, med 166 invånare per kvadratkilometer. Närmaste större samhälle är Valle de Santiago, 9,7 km öster om Rancho Nuevo de San Andrés. Omgivningarna runt Rancho Nuevo de San Andrés är en mosaik av jordbruksmark och naturlig växtlighet.